# ホテル中の島
碧き島の宿 熊野別邸 中の島（あおきしまのやど くまのべってい なかのしま）は和歌山県東牟婁郡那智勝浦町の南紀勝浦温泉にある株式会社中の島が経営する政府登録国際観光旅館である。

## 概要

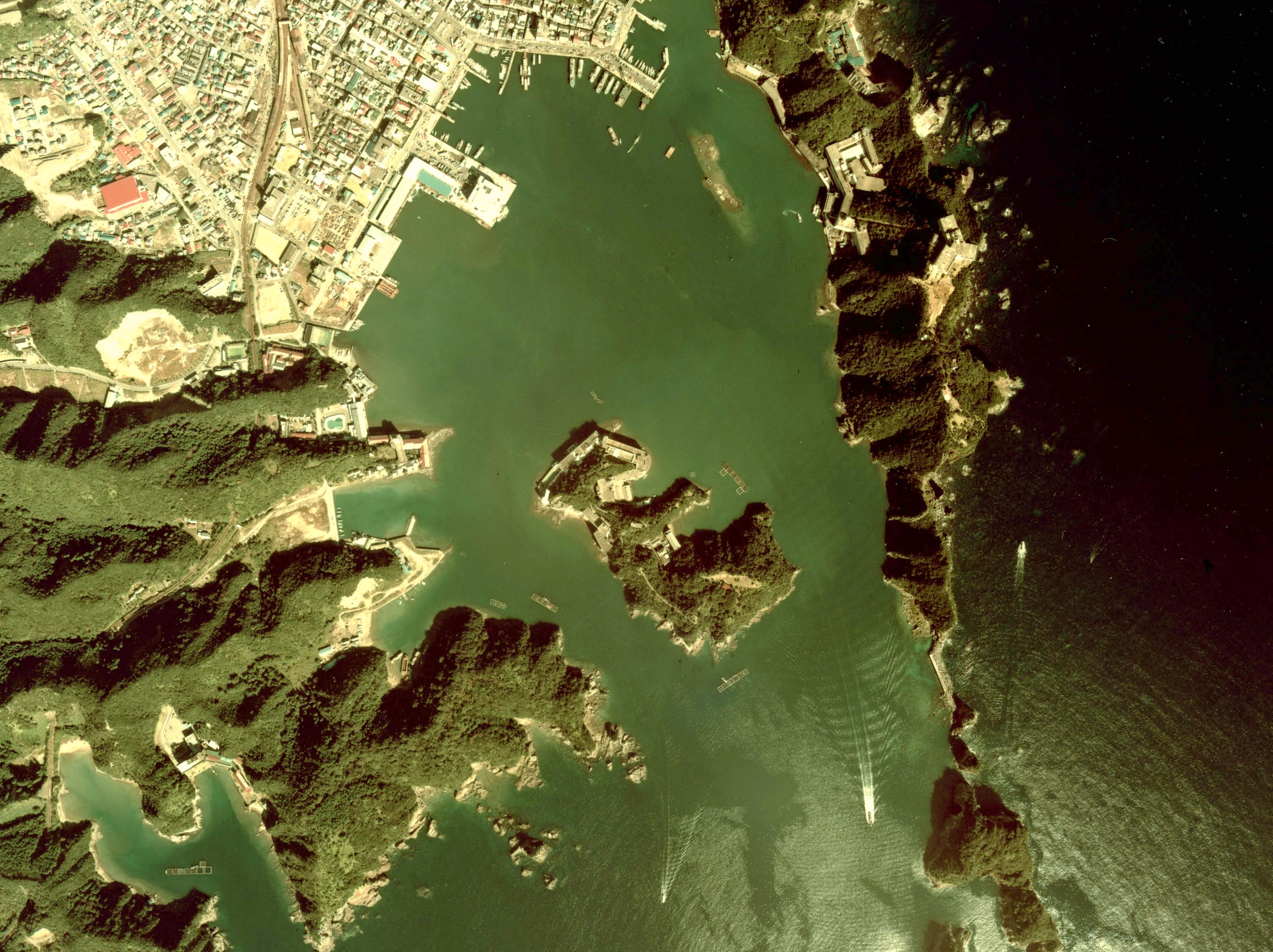
那智勝浦港の空中写真（1976年撮影）
画像中央の島がホテルのある中ノ島である。

和歌山県東牟婁郡那智勝浦町の南紀勝浦温泉にある温泉旅館。勝浦湾の入り口にある中ノ島全体を所有して旅館を経営している。中ノ島は紀の松島の中の温泉が湧く小島で、吉野熊野国立公園の特別地域の指定を受けている。経営している株式会社中の島は長年南海電鉄の子会社だったが2019年に和歌山県南部エリアの南海グループを統括する中間持株会社南紀観光ホールディングスの子会社となった。施設は老朽化で2018年12月1日にて一時閉鎖。2019年4月19日に全面リニューアルした。

## 所在地
和歌山県東牟婁郡那智勝浦町勝浦1179-9

## 交通アクセス
- JR紀勢本線（きのくに線）紀伊勝浦駅から徒歩7分、勝浦漁港の観光桟橋からホテル専用ボートに乗り約3分で島のホテル玄関に到着する。

## 島の概要
- 面積　約68,000㎡
- 外周　約1.7Km
- 標高　38.2m

島には遊歩道があり南端の展望台へとつながっている。展望台からは熊野灘～太地方面の海を一望することができる。展望台には旅と酒を愛した歌人若山牧水作
日の岬　潮岬は過ぎぬれど　なおはるけしや　志摩の波切は
の歌碑が立っている。

## 施設の概要

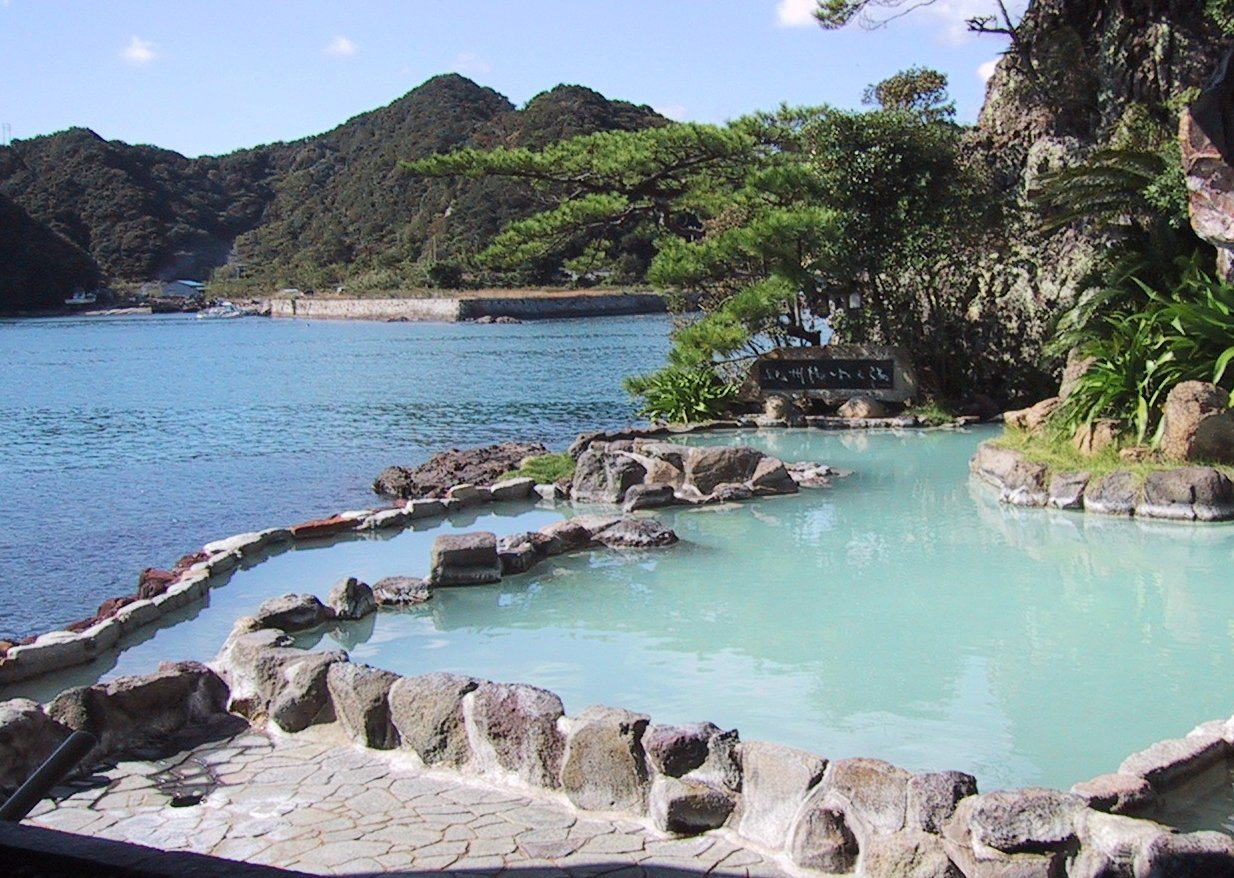
露天風呂紀州潮聞之湯

客室
合計44室　
客室は潮聞亭・新館（凪の抄）に分かれている。
温泉　
大浴場 男性用・女性用各１ヵ所
露天風呂 男性用・女性用各１ヵ所
※男女入れ替え制
家族風呂 2ヵ所
足湯 2ヵ所
露天風呂の名称は紀州潮聞之湯といい、南紀勝浦温泉の名物露天風呂。直木賞作家藤本義一の命名に由来する。